# 나르시에
나르시에(페르시아어: نرسﻴﻪ Narsieh) (泥涅师)는 당나라 군대의 페르시아계 중국인 장군이었다. 그는 페로즈 3세의 아들이자, 사산 왕조의 마지막 왕이었던 야즈데게르드 3세의 손자였다. 
그는 아랍의 페르시아 정복 후에 페르시아로부터 탈출한 사산 왕족들이 많이 사는 중국 서역 지방에 살았다.

## 같이 보기
- 나르세
- 타지크족

## 참고
- Iranian.com
- Chinapage

| 전임 페로즈 3세 | 사산 왕조 왕위요구자 - | 후임 불명 |